# Mohamed Mara
Mohamed Mara (* 12. Dezember 1996 in Conakry) ist ein französisch-guineischer Fußballspieler.

## Karriere

### Verein
Mohamed Mara erlernte das Fußballspielen in den Jugendmannschaften vom US Laval und dem FC Lorient. In der zweiten Mannschaft von Lorient kam er bereits als Jugendspieler zum Einsatz. Von 2013 bis 2019 bestritt er 56 Ligaspiele für die 2. Vertretung. Am 1. Juli 2016 unterschrieb er bei Lorient seinen ersten Profivertrag. Die erste Mannschaft spielte in der ersten Liga, der Ligue 1. In seiner ersten Saison bestritt er neun Ligaspiele. Am Ende der Saison 2016/17 belegte er mit Lorient den 18. Tabellenplatz und musste in die Relegation. Hier musste man sich dem ES Troyes AC geschlagen geben und stieg in die zweite Liga ab. Von Anfang September 2019 bis Ende Juni 2020 wurde Mara an den ebenfalls in der zweiten Liga spielenden Paris FC ausgeliehen. Für den Verein aus der Hauptstadt Paris bestritt er fünf Zweitligaspiele. Nach der Ausleihe kehrte er nach Lorient zurück. Nach insgesamt 18 Zweitligaspielen verließ er im Juni 2020 den Verein. Bis Mitte 2024 spielte er für die unterklassigen Vereine FC Évian Thonon Gaillard, FC Martigues, Stade Saint-Brieuc und dem FC Hyères. Im Juli 2024 zog es ihn nach Asien. Hier unterschrieb er in Thailand einen Vertrag beim Erstligisten Ratchaburi FC. Nach 15 Erstligaspielen für den Verein aus Ratchaburi wechselte er im Januar 2025 auf Leihbasis zum Zweitligisten Kanchanaburi Power FC. Am Ende der Saison 2024/25 belegte er mit dem Verein den vierten Tabellenplatz und qualifizierte sich somit für die Play-off-Spiele zur ersten Liga. Im Halbfinale konnte man sich gegen den fünftplatzierten Mahasarakham SBT FC durchsetzen. Im Finale traf man auf den Phrae United FC. Das Hinspiel im eigenen Stadion gewann man mit 3:2. Das Rückspiel endete 2:2. Kanchanaburi gewann mit insgesamt 5:4 und stieg somit in die erste Liga auf.

### Nationalmannschaft
Mohamed Mara spielte von 2016 bis 2017 zweimal in der Nationalmannschaft von Guinea.